# Категорія розміщення електрообладнання
Категорія розміщення електрообладнання — це вимоги, що визначають умови транспортування, збереження й експлуатації обладнання в частині впливу кліматичних чинників.

## Маркування
Маркування категорії розміщення електрообладнання регламентується стандартом ГОСТ 15150.
- 1 — для експлуатації на відкритому повітрі (вплив сукупності кліматичних факторів, характерних для даного макрокліматичного району);
  - 1.1 — для зберігання у процесі експлуатації у приміщеннях категорії 4 і роботи як в умовах категорії 4, так і (короткочасно) в інших умовах, у тому числі на відкритому повітрі;
- 2 — для експлуатації під навісом або у приміщеннях (об'ємах), де коливання температури й вологості повітря несуттєво відрізняються від коливань на відкритому повітрі і є порівняно вільний доступ зовнішнього повітря, наприклад, у наметах, кузовах, причепах, металевих приміщеннях без теплоізоляції, а також в оболонці комплектного виробу категорії 1 (відсутність прямого впливу сонячного випромінювання й атмосферних опадів);
  - 2.1 — для експлуатації як вбудованого елементу всередині комплектних виробів категорій 1; 1.1; 2, конструкція яких виключає можливість конденсації вологи на вбудованих елементах (наприклад, усередині радіоелектронної апаратури);
- 3 — для експлуатації в закритих приміщеннях (об'ємах) з природною вентиляцією без штучно регульованих кліматичних умов, де коливання температури й вологості повітря та вплив піску й пилу істотно менші, ніж на відкритому повітрі, наприклад, у металевих з теплоізоляцією, кам'яних, бетонних, дерев'яних приміщеннях (відсутність впливу атмосферних опадів, прямого сонячного випромінювання; істотне зменшення вітру; істотне зменшення або відсутність впливу сонячного випромінювання й конденсації вологи);
  - 3.1 — для експлуатації в нерегулярно опалюваних приміщеннях (об'ємах);
- 4 — для експлуатації у приміщеннях (об'ємах) зі штучно регульованими кліматичними умовами, наприклад, у закритих виробничих та інших приміщеннях (об'ємах), що опалюються або охолоджуються і вентилюються, у тому числі підземних приміщеннях, що добре вентилюються (відсутність впливу прямого сонячного випромінювання, атмосферних опадів, вітру, піску й пилу зовнішнього повітря; відсутність або істотне зменшення впливу сонячного випромінювання й конденсації вологи);
  - 4.1 — для експлуатації в приміщеннях з кондиціонованим або частково кондиціонованим повітрям;
  - 4.2 — для експлуатації у лабораторних, капітальних житлових й інших подібного типу приміщеннях;
- 5 — для експлуатації у приміщеннях (об'ємах) з підвищеною вологістю (наприклад, у підземних приміщеннях, що не опалюються й не вентилюються, у тому числі шахтах, підвалах, у ґрунті, у таких корабельних й інших приміщеннях, у яких можлива тривала наявність води або часта конденсація вологи на стінах і стелі, зокрема у трюмах, цехах текстильних, гідрометалургійних виробництв тощо);
  - 5.1 — для експлуатації як вбудованих елементів усередині комплектних виробів категорій 5, конструкція яких виключає можливість конденсації вологи на вбудованих елементах (наприклад, всередині радіоелектронної апаратури).